# Johann Matthias Gildemeister
Johann Matthias Gildemeister (* 4. August 1833 in Bremen; † 10. Januar 1918 in Bremen) war Überseekaufmann sowie Ratsherr und Senator der Stadt Bremen.

## Leben
Johann Matthias Gildemeister war ein Sohn des Überseekaufmanns Friedrich August Gildemeister (1797–1870) und Enkel von Johann Gildemeister (1753–1837).
Sein Vetter Johann Gildemeister (1823–1898) war 1848 nach Südamerika ausgewandert und hatte eine Firma gegründet, die sich in Iquique am Salpeterhandel beteiligte. Johann Matthias ging dort in die Lehre und beteiligte sich an dem Geschäft. 1866 kehrte er nach Bremen zurück und gründete die Firma J. Gildemeister & Co., an der sich auch sein jüngerer Bruder Heinrich (1840–1907) beteiligte. Aus einer Zwangslage heraus, eine große peruanische Zuckerunternehmung übernehmen zu müssen, weil diese eine von J. Gildemeister & Co. gelieferte Maschinenanlage nicht bezahlen konnte, erweiterten sie das Geschäft auf Zuckererzeugung und -handel. Sie wurden mit diesem Segment führend in Südamerika.  
Die Nachkommen der beiden Brüder führten die Firma in Peru bis zur Enteignung 1969 weiter.